# بيتر هاتشينسون
بيتر هاتشينسون (بالإنجليزية: Peter Arthur Hutchinson) هو مصمم وفنان ورسام أمريكي، ولد في 1930 في لندن الكبرى في المملكة المتحدة.